# Amt Züssow
Amt Züssow – niemiecki związek gmin leżący w kraju związkowym Meklemburgia-Pomorze Przednie, w powiecie Vorpommern-Greifswald. Siedziba związku znajduje się w miejscowości Züssow. Powstał w 1992. 
W skład związku wchodzi 13 gmin, w tym jedna gmina miejska (Stadt) oraz dwanaście gmin wiejskich (Gemeinde):
1. Bandelin
2. Gribow
3. Groß Kiesow
4. Groß Polzin
5. Gützkow
6. Karlsburg
7. Klein Bünzow
8. Murchin
9. Rubkow
10. Schmatzin
11. Wrangelsburg
12. Ziethen
13. Züssow

## Zmiany administracyjne
- 25 maja 2014
  - przyłączenie gminy Kölzin do miasta Gützkow
- 26 maja 2019
  - przyłączenie gminy Lühmannsdorf do gminy Karlsburg